# 1902 en Colombie-Britannique
Chronologie de la Colombie-Britannique
- 1898
- 1899
- 1900
- 1901
- 1902
- 1903
- 1904
- 1905
- 1906

Cette page concerne des événements qui se sont produits durant l'année 1902 dans la province canadienne de Colombie-Britannique.

## Politique

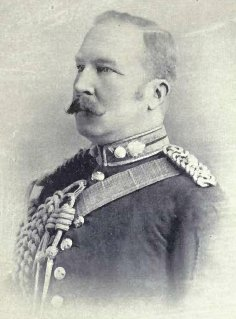
Edward Gawler Prior

- Premier ministre : James Dunsmuir puis Edward Gawler Prior.
- Chef de l'Opposition :
- Lieutenant-gouverneur : Henri-Gustave Joly de Lotbinière
- Législature :

## Événements
- Mise en service du  Kootenay Rail Bridge , pont ferroviaire en acier sur la Kootenay river situé à Nelson (Colombie-Britannique)[1].
- 21 novembre : Edward Gawler Prior devient premier ministre de la Colombie-Britannique.